# Brian Transeau
Brian Wayne Transeau (ur. 4 października 1971 w Rockville (Maryland) – wykonawca muzyki trance, znany pod pseudonimem BT. Często nazywany „księciem muzyki dance”. Zajmuje się także produkcją muzyki filmowej. W czasie współpracy z innymi artystami, używał także pseudonimów: Kaistar, Libra, Dharma, Prana, Elastic Reality, Elastic Chakra, oraz GTB. 

## Kariera
Brian Transeau wykazywał zainteresowanie muzyką już w wieku dwóch lat, grając na pianinie. W wieku sześciu lat grał już Bacha i Chopina. Jako nastolatek, słuchał muzyki zespołów New Order, Depeche Mode. Jeden rok uczęszczał do szkoły muzycznej Berklee College of Music w Bostonie, po czym przeprowadził się do Los Angeles.
Na początku lat 90. powrócił do Waszyngtonu. Jego muzyka nie była popularna w USA, i nie miał pojęcia że w Wielkiej Brytanii DJ-e tacy jak Sasha czy Paul Oakenfold grają jego muzykę w klubach. Sasha opłacił jego bilet do Londynu, aby BT mógł być świadkiem swojego własnego sukcesu.
W latach 1995–2000 był jednym z pionierów trance'u”, często pojawiał się w światowych rankingach DJ-ów.
W 1996 wydał swoją pierwszą płytę, Ima, nad którą współpracował m.in. z Tori Amos – jej głos można usłyszeć w utworze Blue Skies. Rok później wydał kolejny album, ECSM. Kolejną płytą, wydaną w 1999, była Movement in Still Life. Utwory z tej płyty, były eksperymentami mieszania różnych gatunków. Można na niej usłyszeć elementy rapu, funky, popu.
W 2001, w jego domu miało miejsce włamanie: skradziono sprzęt wart łącznie 75 000 $, oraz 11 kawałków przeznaczonych na kolejną płytę. Były to między innymi piosenki nagrane z Sarah McLachlan i Peterem Gabriel'em – nigdy ponownie nie nagrano tych utworów. Kolejnym albumem był Emotional Technology z 2003. Znajdowało się na nim wiele utworów z wokalem, a wiele osób uznało go za „najbardziej popowy”. Dwa lata po nim wyszła piąta płyta artysty, This Binary Universe. Album ten także jest mieszanką stylów: jazzu, breakbeatu, oraz muzyki poważnej – w trzech utworach można usłyszeć 110-instrumentową orkiestrę. W żadnym z utworów nie można za to usłyszeć wokalu. 2 lutego 2010 ukazał się dwupłytowy album zatytułowany These Hopeful Machines. Słuchając utworów w nim zawartych, można zarówno zauważyć nawiązanie do poprzedniego albumu, lecz także wyraźną ewolucję. W odróżnieniu od poprzedniego albumu, ten zawiera wiele partii wokalu. Część utworów powstała przy współpracy innych artystów i tak w utworach „Always” i „The Unbreakable” możemy usłyszeć wokal Roba Dicksona oraz Jes Brieden (była członkini zespołu Motorcycle) w „Every Other Way” i „The Light In Things”. Warto nadmienić, ze pierwsza minuta albumu ukazuje możliwości programu „Breaktweaker” którego autorem jest sam BT. Brian Transeau współpracował w poprzednich latach również z DJ Tiësto nagrał z nim utwory takie jak Love Comes Again i Break My Fall. Należy do wytwórni płytowej z DJ Tiësto „Black Hole Recordings”, która znajduje się w Bredzie (Holandia).

## Muzyka filmowa
BT zajmuje się muzyką filmową. W 2001 tworzył muzykę do filmu Zoolander, jednak wycofał się. Komponowanie dokończył David Arnold. W roku 2002 razem z zespołem The Roots nagrał piosenkę „Tao Of The Machine” która znalazła się w oficjalnej ścieżce dźwiękowej do filmu Blade: Wieczny łowca II, a także w grze Need for Speed: Most Wanted.
Tworzył także muzykę do gier komputerowych, m.in. Die Hard Trilogy 2: Viva Las Vegas, Wreckless: The Yakuza Missions oraz Tiger Woods PGA Tour 2005.
Oprócz tego, komponował muzykę do serialu Kevin Hill oraz reality show Tommy Lee Goes to College.

## Życie prywatne
Ze związku z Ashley Duffy ma córkę Kaię Nui (ur. 23 kwietnia 2004).

## Dorobek artystyczny

### Dyskografia
- Ima (1996)
- ESCM (1997)
- Movement in Still Life (1999)
- Movement in Still Life - wersja dla USA (2000)
- 10 Years in the Life (składanka, 2002)
- Emotional Technology (2003)
- This Binary Universe (2006)
- These Hopeful Machines (2010)
- If The Stars Are Eternal So Are You And I (2012)
- Nuovo Morceau Subrosa - A Topological Abstract Of Granular Systems Symphonie Elektronik (2012)
- A Song Across Wires (2013)

### Muzyka filmowa
- Szakal (1997) – „Shineaway” (z Richardem Butler'em)
- Go (1999) – większość muzyki, „Believer”
- American Pie, czyli sprawa dowCipna (1999) – „Anomaly-Calling Your Name” (Libra Presents Taylor)
- Podejrzany (2000) – większość muzyki
- 60 sekund (2000) – „Never Gonna Come Back Down”
- Wyścig (2001) – Score, „Satellite”
- Niefortunna zamiana (2001) – „Movement In Still Life”
- Lara Croft: Tomb Raider (2001) – „The Revolution”
- Szybcy i wściekli (2001) – większość muzyki, „Nocturnal Transmission”
- 3000 mil do Graceland (2001) – „Smartbomb”
- Zoolander (2001) – (removed his name, uncredited), „Madskillz-Mic Chekka (Remix)”
- Słodki listopad (2001) – „Shame (Ben Grosse Remix)”
- Blade: Wieczny łowca II (2002) – „Tao Of The Machine” (z The Roots)
- Jądro Ziemi (2003) – „Sunblind”
- Monster (2003) – większość muzyki
- Wygraj randkę (2004) – „Superfabulous (Scott Humphrey Radio Mix)”
- Tajniak z klasą (2005) – większość muzyki
- Niewidzialny (2005) – większość muzyki, „She Can (Do That)” (z Davidem Bowie)
- Domino (2005) – „Paris”
- Look (2006) – większość muzyki (niektóre piosenki zostały wykonane, i napisane wspólnie z aktorem Giuseppe Andrews)
- Catch And Release (2007) – większość muzyki
- Uczeń czarnoksiężnika (2010) – „Le Nocturne de Lumiere"

### Muzyka do gier
- Die Hard Trilogy 2: Viva Las Vegas (1999) – cała muzyka
- FreQuency (2001) – „Smartbomb”
- SSX Tricky (2001) – „Smartbomb (Plump's Vocal Mix)” i „Hip Hop Phenomenon” (z Tsunami One)
- Gran Turismo 3: A-Spec (2001) – „Madskillz-Mic Chekka”
- FIFA 2002 (2001) – „Never Gonna Come Back Down (Hybrids Echoplex Dub Mix)”
- Wipeout Fusion (2001) – „Smartbomb (Plump DJs Remix)”
- ATV Offroad Fury 2 (2002) – „The Revolution”
- Wreckless: The Yakuza Missions (2002) – cała muzyka
- Need for Speed: Underground (2003) – „Kimosabe” (z Wildchild)
- Need for Speed: Most Wanted (2005) – „Tao of the Machine (Scott Humprhey's Remix)” (z The Roots)
- Amplitude (2003) – „Kimosabe” (z Wildchild)
- Dance Dance Revolution Extreme (2004) – „Simply Being Loved (Somnambulist)”
- Tiger Woods PGA Tour 2005 (2004) – cała muzyka (obecnie dostępna na iTunes)
- XGRA: Extreme-G Racing Association - „Dreaming”, „Godspeed”, i inne.
- Burnout Revenge (2005) – The Doors - „Break On Through (BT Mix)” (jako BT vs. The Doors)